# 吕博
吕博是德国下萨克森州的一个市镇。总面积19.52平方公里，总人口824人，其中男性405人，女性419人（2011年12月31日），人口密度42人/平方公里。